# ريا إيرفين
ريا إيرفين (بالإنجليزية: Rea Irvin)‏ هو فنان أمريكي، ولد في 26 أغسطس 1881 في سان فرانسيسكو في الولايات المتحدة، وتوفي في 28 مايو 1972 في فريدريكستيد في الولايات المتحدة.